# Monte Rozza
Il Monte Rozza (2.064 m s.l.m.) è una cima montuosa del gruppo del Monte Velino, posta all'interno della catena del Sirente-Velino. Posta sulla linea di cresta occidentale del gruppo seguita  dal Monte Tre Sorelle (2.200 m), dal Monte di Sevice (2.355 m), dal Monte Costognillo (2.320 m) e dalla cima maggiore del Velino, a nord guarda direttamente sulla Valle di Teve e sulle pareti del vicino Murolungo delle Montagne della Duchessa.